# Col du Mont d'Orzeires
Col du Mont d'Orzeires är ett bergspass i Schweiz. Det ligger i distriktet Jura-Nord vaudois och kantonen Vaud, i den västra delen av landet, 90 km väster om huvudstaden Bern. Col du Mont d'Orzeires ligger 1 061 meter över havet.